# Gallinula pacifica
La gallineta de Samoa (Gallinula pacifica) es una especie extinta de ave gruiforme de la familia Rallidae endémica de la isla de Savai'i, en Samoa. Posee adaptaciones para una vida más terrestre que otras gallinetas y hábitos al menos parcialmente nocturnos. En ocasiones se clasificó en el género Pareudiastes junto a la gallineta de San Cristóbal.

## Descripción
La gallineta de Samoa era una rállida pequeña, con una longitud de 25 cm. Su plumaje era azul negruzco en la cabeza, cuello, y pecho, mientras que el del obispillo y la cola era completamente negro. El resto de partes superiores era verde oliváceo oscuro con brillos verdosos. Su pico y escudo frontal eran de color entre amarillento y rojo anaranjado. Sus patas y ojos eran de color rojo.

## Ecología
Tenía grandes ojos posiblemente por sus hábitos nocturnos. Su hábitat natural eran los bosques primarios de las montañas. Su dieta se componía de insectos y otros pequeños invertebrados que cazaba cavando en el suelo y entre la hojarasca. Las aves cautivas cuando se les alimentaba con una dieta vegetal. Los huevos atribuidos a la especie se encontraban en un nido en el suelo construido de ramitas y hierba. Sin embargo, los nativos afirmaban que esta ave anidaba en madrigueras, y no está claro si los confundían con los petreles y las pardelas (que emiten graznidos similares y sí anidan en madrigueras) o si simplemente hacían un hueco en el suelo.

## Extinción
El primer europeo que lo observó fue John Stanislaw Kubary en 1869 y el último ejemplar se recolectó en 1873 durante la expedición británica Challenger. En total se conservan diez o once ejemplares disecados y uno o dos huevos repartidos por varios museos (Leiden, Nueva York, Liverpool y Londres).
Al parecer se extinguió en la década de 1870 debido a la depredación de especies introducidas como los gatos y las ratas. Además se afirmaba que tenía buen sabor y se cazaba como alimento. Reed (1980) registró el testimonio de un nativo que afirmaba que el ave estaba extinta desde 1907. Sin embargo, hubo avistamientos sin confirmar en los bosques de tierras altas en 1984 (22 y 23 de agosto), y en 2003, y al año siguiente es escucharon llamadas graves de tipo uuh-uuh-uuh que no coinciden con las de las rállidas supervivientes en Savai'i. Se planean trabajos de campo para identificar estas misteriosas llamadas en breve, ya que existe riesgo de tala masiva en la zona.